# Czerniachiwśke
Czerniachiwśke (ukr. Черняхівське) – wieś na Ukrainie, w obwodzie odeskim, w rejonie berezowskim, w hromadzie Iwaniwka. W 2001 liczyła 200 mieszkańców, spośród których 166 wskazało jako ojczysty język ukraiński, 13 rosyjski, 12 mołdawski, a 9 gagauski.